# Stephen Chow Sau-yan
Stephen Chow Sau-yan, SJ (Hong Kong, 7 d'agost de 1959) es un religiós catòlic xinès. Va ser ordenat sacerdot el 1994, i s'incardinà a l'Orde dels Jesuïtes. El 2018 va ser nomenat pare provincial dels jesuïtes xinesos. El 17 de maig de 2021, el papa Francesc el nomenà bisbe de Hong Kong.